# The Hi-Lo's
The Hi-Lo's was een Amerikaans close harmony-kwartet sinds 1953. Het was vooral bekend in de beginjaren en bleef - met een tussenpoze in de jaren zeventig - bestaan tot 1994. Erna kwam het nog af en toe tijdens reünies samen.

## Biografie
The Hi-Lo's is een verwijzing naar de reikwijdte van het stemgeluid. Het kwartet werd in 1953 in Hollywood opgericht door Gene Puerling en Bob Strasen (beide afkomstig uit de Four Shades) en Bob Morse en Clark Burroughs (beide afkomstig uit de Encores onder leiding van Randy Van Horne).
Het stond onder leiding van Puerling en de leadzang kwam van Burroughs. De vaak ingewikkelde arrangementen van de hand van Puerling bevatten invloeden uit de popmuziek, barbershop, calypso en jazz. Het kwartet beïnvloedde artiesten wereldwijd, met onder hen bijvoorbeeld de Everly Kosters (voorloper van The Cats, met Piet Veerman en Jaap Schilder).
Na twee wisselingen van platenlabel, tekenden ze in 1956 bij Columbia Records. Van het debuutalbum Suddenly it's The Hi-Lo's bij dit label werden na een televisieoptreden in de Nat King Cole Show meer dan honderdduizend exemplaren verkocht. Door de jaren heen bleef hun muziek niettemin voorbestemd voor een select publiek. Nadat noteringen in de hitlijsten uitbleven, vertrok Strasen in 1959 en werd hij opgevolgd door de tenor Don Shelton. Nadat Puerling bleef weigeren een meer commerciële koers te varen, stopte Columbia in 1960 met het uitgeven van werk van het kwartet.
In 1962 stuurde Frank Sinatra, een groot fan van het kwartet, hen een telegram met de uitnodiging zich aan te sluiten bij zijn jonge label Reprise. Hier brachten ze twee albums uit die beide geen succes kenden. In 1964 vertrok Shelton. Voor hem in de plaats kwamen Frank Howren en Milt Chapman, totdat de Britse invasie met rock-'n-rollmuziek vanaf 1965 de ondergang van de groep definitief bezegelde. De bandleden gingen begin jaren zeventig ieder hun eigen weg en namen in 1977 en 1978 nog gezamenlijk nieuwe albums op. In het decennium erna traden ze nog in het hele land op, totdat ze in 1994 officieel lieten weten ermee te stoppen. Hierna traden ze alleen nog op tijdens reünies.
In 2006 werd de groep opgenomen in de Vocal Group Hall of Fame.

## Bezetting
- Gene Puerling, bas-bariton
- Bob Strasen, bariton (tot 1959)
- Bob Morse, bariton
- Clark Burroughs, tenor
- Don Shelton, tenor (1959-1964)
- Frank Howren (sinds 1964)
- Milt Chapman (sinds 1964)